# Provincia de Arica
La provincia de Arica es una provincia de Chile, una de las dos en las que está dividida la región de Arica y Parinacota. Limita al norte con la provincia de Tacna en el Perú; al sur con la provincia del Tamarugal, en la región de Tarapacá; al este con la provincia de Parinacota; y al oeste con el océano Pacífico. Su capital es la ciudad de Arica.

## Historia
Fue conformada originalmente por el territorio del departamento de Arica.
El 8 de octubre de 2007, entró en vigor la ley N.° 20.175, promulgada el 23 de marzo de 2007 por la presidenta Michelle Bachelet en la ciudad de Arica, que creó la nueva región de Arica y Parinacota.

## Geografía

### Demografía[1]
| Población total | Población urbana | Porcentaje urbanismo | Población rural | Porcentaje ruralidad | Población femenina | Población masculina |
| --------------- | ---------------- | -------------------- | --------------- | -------------------- | ------------------ | ------------------- |
| 186.488         | 175.441          | 94,1%                | 11.047          | 5,9%                 | 94.001             | 92.487              |

## Economía
En 2018, la cantidad de empresas registradas en la provincia de Arica fue de 3.969. El Índice de Complejidad Económica (ECI) en el mismo año fue de 0,41, mientras que las actividades económicas con mayor índice de Ventaja Comparativa Revelada (RCA) fueron Cultivo de otras Legumbres (138,8), Fabricación de Productos de Arcilla y Cerámicas no Refractarias para uso Estructural (36,73) y Municipalidades (34,63).

## Autoridades
Las autoridades son nombradas directamente por el Presidente de la República y se mantienen en su cargo mientras cuenten con su confianza.

### Gobernadores Provinciales (1988-2021)

Logotipo de la Gobernación de Arica hasta 2021.

Las siguientes personas ejercieron como gobernadores provinciales entre los años 1988 y 2021:
| Gobernador(a)              | Partido | Partido | Inicio                  | Final                   | Presidente(a) | Presidente(a)           |
| -------------------------- | ------- | ------- | ----------------------- | ----------------------- | ------------- | ----------------------- |
| Héctor Darrigrandi Márquez |         | Militar | diciembre de 1988       | 11 de marzo de 1990     |               | Augusto Pinochet        |
| Luis Gutiérrez Torres      |         | PRSD    | 11 de marzo de 1990     | 1992                    |               | Patricio Aylwin         |
| Félix A. Poblete Seguel    |         | Ind.    | 1992                    | 11 de marzo de 1994     |               | Patricio Aylwin         |
| Fernando Núñez Jaramillo   |         | PS      | 1998                    | 11 de marzo de 2000     |               | Eduardo Frei Ruíz-Tagle |
| Bronia Castillo Lemeé      |         | PS      | 11 de marzo de 2000     | 28 de diciembre de 2001 |               | Ricardo Lagos           |
| Cristián Figueroa Llona    |         | PS      | 28 de diciembre de 2001 | 2004                    |               | Ricardo Lagos           |
| Luis Cornejo Sánchez       |         | PS      | 21 de agosto de 2004    | 11 de marzo de 2006     |               | Ricardo Lagos           |
| Álvaro Palma Quiroz        |         | PPD     | 11 de marzo de 2006     | 22 de enero de 2007     |               | Michelle Bachelet       |
| Sandra Negretti Castro     |         | PS      | 22 de enero de 2007     | 8 de octubre de 2007    |               | Michelle Bachelet       |
| Luis Gutiérrez Torres      |         | PRSD    | 8 de octubre de 2007    | 11 de marzo de 2010     |               | Michelle Bachelet       |
| José Miguel Durana         |         | UDI     | 17 de marzo de 2010     | 2 de noviembre de 2010  |               | Sebastián Piñera        |
| Ximena Valcarce            |         | RN      | 2 de noviembre de 2011  | 28 de julio de 2012     |               | Sebastián Piñera        |
| Patricio López Berríos     |         | RN      | 6 de agosto de 2012     | 11 de marzo de 2014     |               | Sebastián Piñera        |
| Andrea Murillo Neumann     |         | PDC     | 11 de marzo de 2014     | 6 de agosto de 2015     |               | Michelle Bachelet       |
| Ricardo Sanzana Oteiza     |         | PDC     | 9 de septiembre de 2015 | 11 de marzo de 2018     |               | Michelle Bachelet       |
| Roberto Arancibia Cruz     |         | RN      | 11 de marzo de 2018     | 14 de julio de 2021     |               | Sebastián Piñera        |